# Lijst van beelden in Roosendaal
Dit is een (onvolledige) chronologische lijst van beelden in Roosendaal. Onder een beeld wordt hier verstaan elk driedimensionaal kunstwerk in de openbare ruimte van de Nederlandse gemeente Roosendaal, waarbij beeld wordt gebruikt als verzamelbegrip voor sculpturen, standbeelden, installaties, gedenktekens en overige beeldhouwwerken.
Voor een volledig overzicht van de beschikbare afbeeldingen zie: Beelden in Roosendaal op Wikimedia Commons.

## Roosendaal
| Geplaatst     | Omschrijving                            | Kunstenaar        | Straat                              | Plaats          | Materiaal | Afbeelding |
| ------------- | --------------------------------------- | ----------------- | ----------------------------------- | --------------- | --------- | ---------- |
| 1780          | Venus en Hercules                       |                   | Emile van Loonpark                  | Roosendaal      |           |            |
| 1921          | Heilig Hart                             | Victor Sprenkels  | Heilig Hartplein                    | Roosendaal      |           |            |
| 1934          | St. Franciscus                          | Jos Cuypers       | Vincentiusstraat 5 (klooster)       | Roosendaal      |           |            |
| 1938          | Plaquette prinses Beatrix               | Jane Wichers      | Prinses Beatrixplein                | Roosendaal      | brons     |            |
| 1941          | Ruiter met steigerend paard             | J. Elst (ontwerp) | Molenstraat 68                      | Roosendaal      |           |            |
| 1941          | Monument Gevallenen                     | Niel Steenbergen  | Bredaseweg (begraafplaats)          | Roosendaal      |           |            |
| 1942          | Maria moeder der smarten                | J. Cuypers        | Burg. Prinsensingel                 | Roosendaal      |           |            |
| 1947          | St. Jan de doper                        | Mari Andriessen   | Kerkstraat 1, tuin museum           | Roosendaal      |           |            |
| 1947 of later | Treurende weduwe met kinderen           |                   | Bredaseweg (begraafplaats)          | Roosendaal      |           |            |
| 1948          | St. Michaël en de draak                 | Charles Vos       | Kade 21                             | Roosendaal      |           |            |
| 1948          | Pater Alphonsus                         | Joop Vlak         | Vincentiusstraat 5 (klooster)       | Roosendaal      |           |            |
| 1949          | De voortschrijdende beschaving          | Jo Uiterwaal      | Stationsplein                       | Roosendaal      |           |            |
| 1949          | Welvaart, ondernemingsgeest, spoorwegen | Jo Uiterwaal      | Stationsplein                       | Roosendaal      |           |            |
| 1949          | Herinneringszuil gesneuvelde NS'ers     | Jo Uiterwaal      | Stationsplein                       | Roosendaal      |           |            |
| 1949          | De vrede                                | Jo Uiterwaal      | Stationsplein                       | Roosendaal      |           |            |
| 1950          | Burgerslachtoffers                      | Han Wezelaar      | Bredaseweg (begraafplaats)          | Roosendaal      |           |            |
| 1950          | De Wederopbouw                          | Charles Vos       | Burg. Prinsensingel                 | Roosendaal      |           |            |
| 1951          | Bevrijdingsmonument                     | Han Wezelaar      | Parklaan / Lyceumlaan               | Roosendaal      |           |            |
| 1953          | Volharding en Vertrouwen                | August Thomassen  | Laan van Brabant 48 (fabriek)       | Roosendaal      |           |            |
| 1954          | Grafmonument Burg.Prinsen               | Mari Andriessen   | Bredaseweg (begraafplaats)          | Roosendaal      |           |            |
| 1956          | Moeder en kind                          | Joop Vlak         | Kadetunnel                          | Roosendaal      |           |            |
| 1960          | St. Gertrudis                           | Peter Roovers     | Kloosterstraat                      | Roosendaal      |           |            |
| 1960          | Polar bear                              | Joop Vlak         | Kadeplein                           | Roosendaal      |           |            |
| 1962          | Bosgod Pan                              | Marius van Beek   | Vincentiusstraat 53                 | Roosendaal      |           |            |
| 1966          | Gehurkt kind                            | Kees Keijzer      | Moerstraatseweg 89                  | Moerstraten     |           |            |
| 1967          | Johannes de Doper                       | Han Wezelaar      | Nieuwe Markt                        | Roosendaal      |           |            |
| 1968          | Monument Korps Kommando troepen         | Sybille Krosch    | Parabaan, kazerne (binnen)          | Roosendaal      |           |            |
| 1974          | Dynamiek en continïteit                 | Ben Slock         | Molenstraat 53                      | Roosendaal      |           |            |
| 1975          | Knielende boer                          | Henk Visser       | Markt (St. Janskerk)                | Roosendaal      |           |            |
| 1982          | Korea-monument                          | Goedschalk        | Parabaan, kazerne (binnen)          | Roosendaal      |           |            |
| 1983          | Franciscaner met leerling               | Léon Vermunt      | Vincentiusstraat / Stationsstraat   | Roosendaal      |           |            |
| 1985          | Verbondenheid                           | Ben Slock         | Doctor Schaepmanlaan, Fatima school | Roosendaal      |           |            |
| 1985 of later | Nest uitvliegende vogels                | Kees Keijzer(?)   | Burg.Schneiderstr./ Bovendonk       | Roosendaal      |           |            |
| 1988          | Monument 'Nunc Aut Nunquam'             | P. Timmermans     | Parabaan, kazerne (binnen)          | Roosendaal      |           |            |
| 1991          | Tullepetaon                             | Léon Vermunt      | Markt                               | Roosendaal      |           |            |
| 1992          | Bron                                    | Olav Koreman      | Oude Raadhuis                       | Roosendaal      |           |            |
| 1996          | De Houthakker (De Pinnenrooier)         | Léon Vermunt      | Plantagebaan                        | Wouwse Plantage | brons     | Houthakker |
| 1996          | Octogon                                 | Nicolas Dings     | Kerkstraat                          | Roosendaal      |           |            |
| 1996          | De Moermakkers                          | Léon Vermunt      | Moerstraatseweg / Hellegatsestraat  | Moerstraten     |           |            |
| 2009          | Trommelaeren van Roesendale             | Léon Vermunt      | Nieuwe Markt (Tussen de Markt?)     | Roosendaal      |           |            |
|               | Johannes de Doper                       |                   | Weth.Lanenstraat 58 (school)        | Roosendaal      |           |            |
|               | Het gezin                               | Sybille Krosch    | Stationsstraat                      | Roosendaal      |           |            |